# Heliotropium tachyglossoides
Heliotropium tachyglossoides är en strävbladig växtart som beskrevs av L.A. Craven. Heliotropium tachyglossoides ingår i Heliotropsläktet som ingår i familjen strävbladiga växter. Inga underarter finns listade i Catalogue of Life.